# Riad
Riad [riát] (àrab: الرياض, ar-Riyāḍ, /ar.riˈjaːdˤ/, ‘els Jardins’) és la capital i la ciutat més gran de l'Aràbia Saudita, situada en un extens altiplà al centre de la península d'Aràbia, a la regió de Najd i a la província de Riad. Té una extensió de 1.554 km² i la seva població és de 7.676.654 habitants, segons el cens del 2017.
La ciutat s'aixeca en l'eix central de desenvolupament de l'Aràbia Saudita juntament amb les ciutats de Buràida i Al-Kharj, també a la regió central. Les altres àrees on es concentra la població són dues regions costaneres: la del mar Roig al voltant de Gidda i la Meca i la del golf Pèrsic entorn d'Al-Hufuf i Dhahran.
La ciutat es divideix en 17 districtes sota el control de l'Ajuntament de Riad i de l'Autoritat per al Desenvolupament de Riad, encapçalada pel governador provincial de la ciutat.
Tot i estar situada en una regió extremament àrida, la ciutat rep precipitacions de forma ocasional. Hi ha cinc preses que retenen l'aigua de pluja, i també 96 pous i 467 km de conduccions que porten grans quantitats d'aigua des de les plantes dessaladores del golf Pèrsic.
Actualment és en curs de construcció el metro de Riad, un sistema de transport públic de tipus metro automàtic destinat a comunicar la ciutat de Riad. El projecte preveu en total 6 línies, 176 km de vies i 85 estacions. La seva posada en servei és prevista per a 2021. El projecte és supervisat per la High Comissió for the Development of ArRiyadh (ADA).

## Història
A l'època preislàmica, el lloc era anomenat Hajar. Aquest antic emplaçament estava situat a la confluència d'uns quants rius (avui dia uadis, o rius intermitents), especialment el uadi Hanifa i el uadi Batha, i encara avui el lloc disposa de molta aigua subterrània. Històricament, la localitat era famosa pels seus dàtils i horts. El topònim Al-Riyad deriva precisament del plural de l'àrab rouda (horta). El nom modern de la ciutat primer només s'aplicava a algunes parts on predominava l'horta. De mica en mica es va anar generalitzant a tot l'assentament al segle xviii quan Hajar ja estava en ruïnes a causa dels conflictes locals.
El 1773 fou ocupada pels Al Saüd d'Al-Diriyya i va formar part del Primer Estat Saudita. Després de la destrucció de Diriyya el 1818 pels turcs (de fet pels egipcis), la capitalitat fou traslladada a Riad per Turki ibn Abd-Al·lah el 1823 que va recuperar la regió d'al-Kharj. Encara ara queden algunes restes de Diriyya, una ciutat feta de maons d'argila. Des del 1840 els saudites van fer front a alguns atacs otomans des del Hijaz. El 1865 a la mort de Fàysal ibn Turki van esclatar conflictes familiars que van permetre l'ocupació d'al-Riyad pels Al Raixid de Jabal Xammar.
El 1902, Abd-al-Aziz ibn Saüd es va emparar de la ciutat expulsant al darrer governador dels Al Raixid. Des d'allà es va establir el modern regne de l'Aràbia Saudita el 1932, amb Al-Riyad com a capital de la nació. La capital diplomàtica, però, no s'hi va traslladar fins al 1982 (des de Jiddah). Recentment la ciutat ha tingut uns creixements de població extraordinaris, un indicador de la pobra qualitat del desenvolupament experimentat des de la dècada de 1970.

## Geografia

### Clima
Riad té un clima càlid desèrtic (Classificació climàtica de Köppen BWh), amb estius llargs i extremadament calorosos i hiverns curts i molt suaus. La temperatura mitjana màxima a l'agost és de 43,6 °C. Si no fos per l'elevació a la qual es troba la ciutat, Riad experimentaria un clima encara més càlid. La ciutat experimenta molt poques precipitacions, sobretot durant l'estiu, però rep una bona quantitat de pluja al març i abril. També se sap que hi ha tempestes de pols durant les quals la pols pot ser tan espessa que la visibilitat és inferior a 10 m . Els dies 1 i 2 d'abril de 2015, una gran tempesta de pols va colpejar Riad, provocant la suspensió de les classes a moltes escoles de la zona i la cancel·lació de centenars de vols, tant nacionals com internacionals.

## Monuments i arquitectura

### Arquitectura vernacular de l'antic Riad
El nucli antic de Riad dins de les muralles de la ciutat no superava una superfície d'1 km² i, per tant, hi ha molt poques restes arquitectòniques significatives de la ciutat oasi emmurallada original de Riad. El més destacat és el fort Masmak i algunes parts de l'estructura original de la muralla amb la seva porta que han estat restaurades i reconstruïdes. Dins d'aquests antics límits també hi ha una sèrie de cases tradicionals de fang, però en la seva majoria estan en ruïnes.
L'expansió fora de les muralles de la ciutat va ser lenta per començar, tot i que hi havia alguns oasis i assentaments més petits al voltant de Riad. La primera construcció important més enllà de les muralles va ser el Palau Murabba del rei Abdulaziz. Va ser construït el 1936, acabat el 1938, i 800 persones s'hi va traslladar el 1938. El palau ara forma part d'un complex més gran anomenat Centre Històric Rei Abdulaziz.
Hi ha altres pobles i ciutats tradicionals a la zona al voltant de Riad tradicional que va arribar i engloba el creixement en taca d'oli. Aquests inclouen Al-Diriyya, Manfuha i Wadi Laban. A diferència dels primers dies del desenvolupament a Riad, durant els quals les estructures vernacles van ser arrasades sense tenir-ho en compte, hi ha una nova apreciació per l'arquitectura tradicional. La Comissió Saudita de Turisme i Patrimoni Nacional està fent esforços per revitalitzar l'arquitectura històrica de Riad i altres parts del regne.
Cova d'Ain Heet
La cova d'Ain Heet té un llac subterrani (150 metres de profunditat) situat a la cara del mont Al Jubayl a Wadi As Sulay en un petit poble anomenat Heet a Riad. Entre Riad i la carretera d'Al Kharj, és una de les coves de fàcil accés a la zona de Riad.

### Jaciments arqueològics

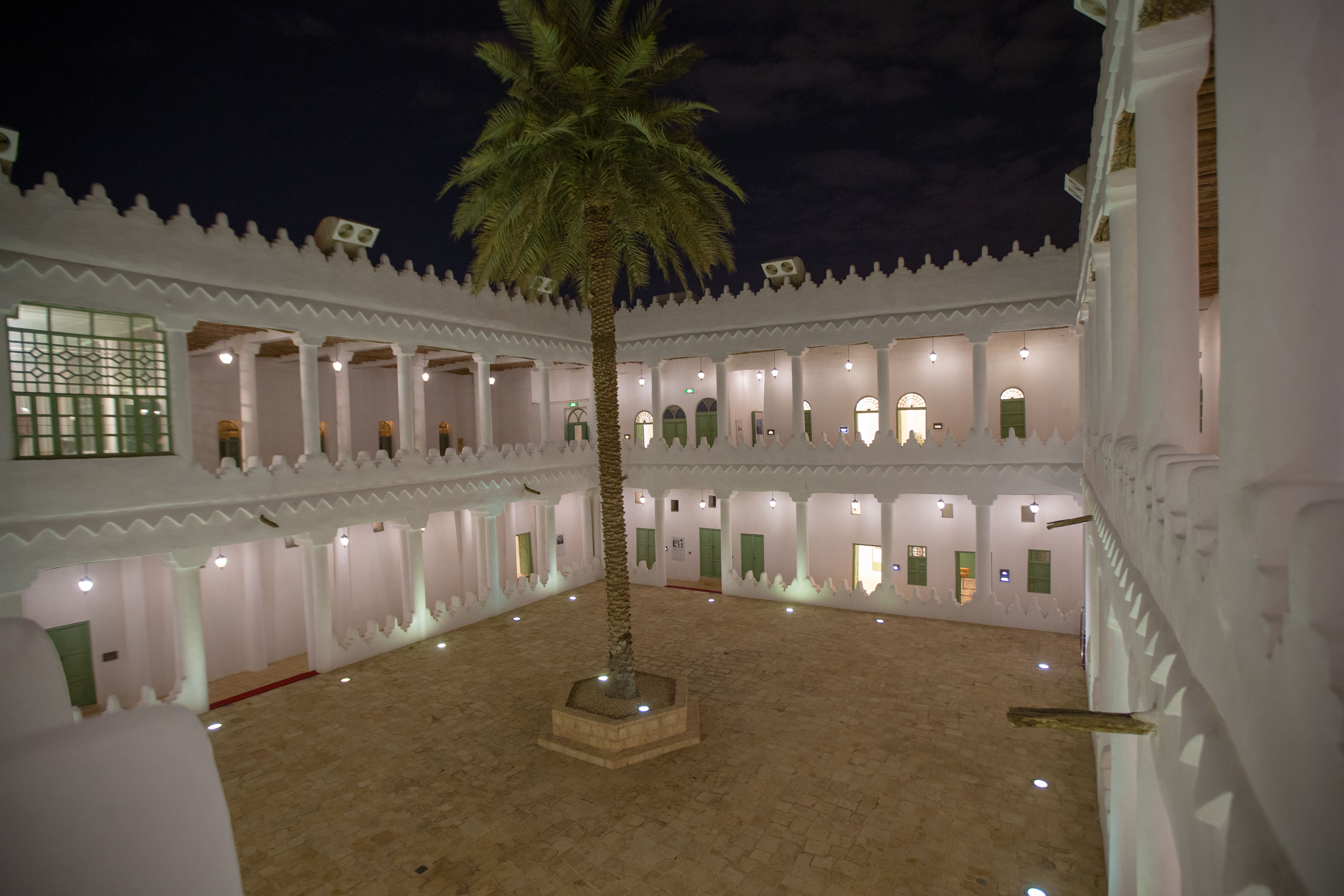
Un pati al Palau Murabba

Els jaciments arqueològics de Riad que són d'importància històrica, en els quals participa el municipi de Riad, són les cinc antigues portes de les antigues muralles de Riad. Aquestes són la porta oriental de Thumaira, la porta nord d'Al-Suwailen, la porta sud de Dukhna, la porta occidental d'Al-Madhbah i la porta sud-oest de Shumaisi. També hi ha quatre palaus històrics: Palau Musmak, Palau Murabba (palau del rei Abdul Aziz), Palau Atiqah (pertany al príncep Muhammad bin Abdul Rahman) i Palau Al Shamsiah (pertany a Saud Al Kabeer).

#### Districte de Turaif
El districte de Turaif, o Al-Diriyya, és un altre important lloc arqueològic inscrit a la Llista del Patrimoni Mundial de la UNESCO el 31 de juliol de 2010. Va ser fundada al segle XV amb un estil arquitectònic de Najdi. Hi ha alguns palaus i monuments històrics al districte d'Al-Turaif: el palau de Salwa, el palau de Saad bin Saud, la casa d'hostes i la casa de banys d'At-Turaif i la mesquita de l'imam Mohammad bin Saud.

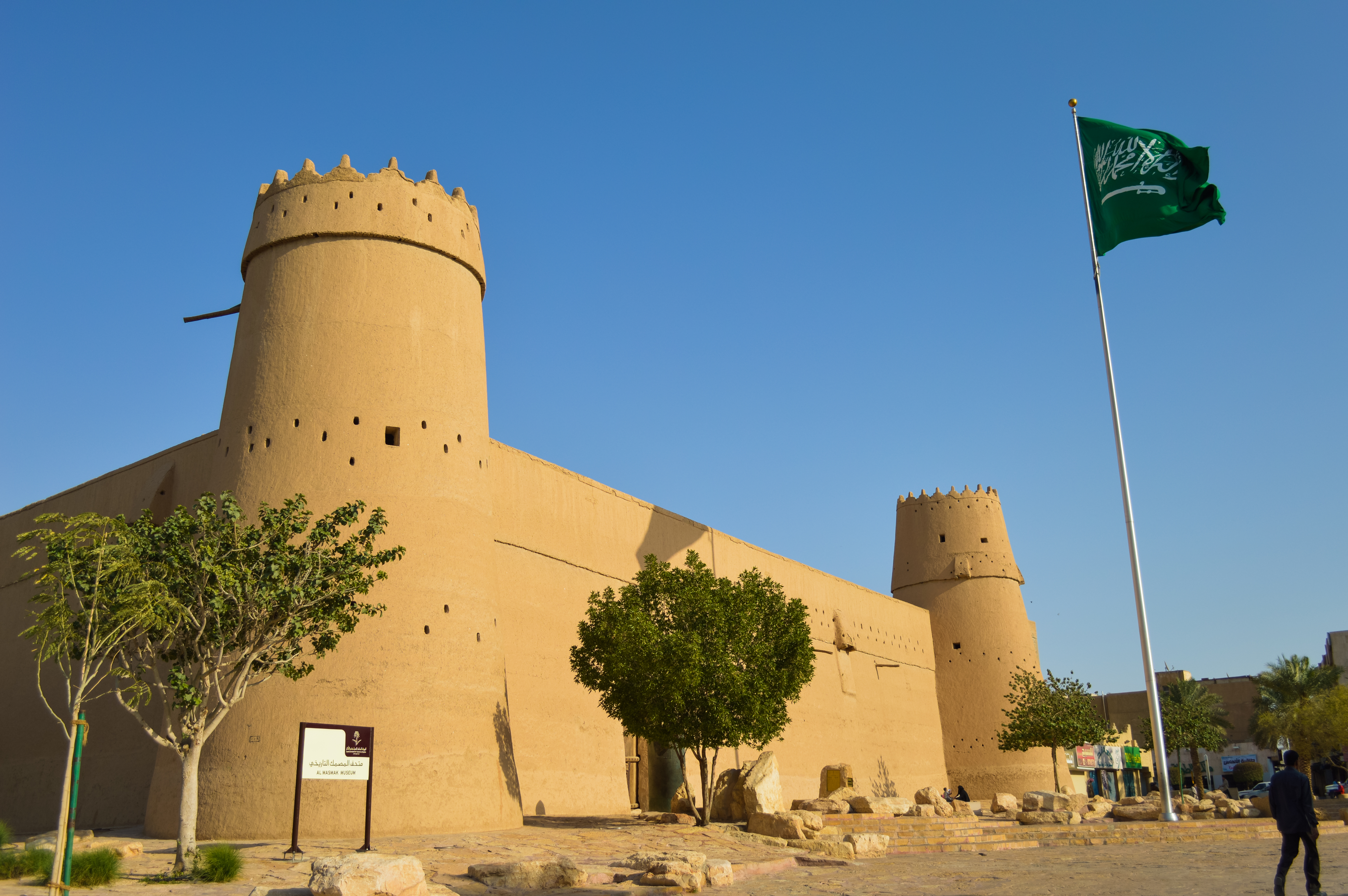
La fortalesa de Masmak el 2014

#### Fortalesa de Masmak
Aquesta fortalesa va ser construïda al voltant de 1865 sota el regnat de Mohammed ibn Abdullah ibn Rasheed (1289-1315 AH), el governant de Hail al nord, que havia arrabassat el control de la ciutat al clan rival d'Al Saüd. El gener de 1902 Ibn Saud, que en aquell moment vivia exiliat al Kuwait, va aconseguir capturar la fortalesa de Masmak de la seva guarnició Rashid. L'esdeveniment, que va restaurar el control saudita sobre Riad, ha adquirit un estatus gairebé mític en la història de l'Aràbia Saudita. La història de l'esdeveniment sovint es torna a explicar i té com a tema central l'heroisme i la valentia del rei Abdulaziz al-Saud. La fortalesa de Masmak és ara un museu i es troba molt a prop de la plaça de la Torre del Rellotge, també coneguda pels residents de parla anglesa com Chop Chop Square, en referència a la pena capital que s'hi aplica.

### Arquitectura contemporània

#### Torre del Regne
Dissenyada per l'equip d'Ellerbe Becket i Omrania, la torre està construïda sobre 94.230 metres quadrats de terreny. El Kingdom Center és propietat d'un grup d'empreses inclosa Kingdom Holding Company, encapçalada per Al-Waleed bin Talal, un príncep de la família reial saudita, i és la seu del holding. El projecte ha costat 2 mil milions de riyals saudites i el contracte va ser assumit per El-Seif. El Kingdom Center és el guanyador de l'Emporis Skyscraper Award 2002, seleccionat com el "millor nou gratacel de l'any per disseny i funcionalitat". Un centre comercial de tres nivells, que també va guanyar un important premi de disseny, omple l'ala est. La gran obertura s'il·lumina a la nit amb colors que canvien contínuament. El centre comercial té una planta separada perquè les dones només puguin comprar on els homes no poden entrar.
La Torre del Regne té 99 pisos i és la cinquena estructura més alta del país, amb una alçada de 300 m. Un aspecte especial de la torre és que està dividida en dues parts en l'últim terç de la seva alçada i està enllaçada per una passarel·la de pont cel, que ofereix unes vistes àmplies de Riad.

#### Burj Rafal Hotel Kempinski
Burj Rafal, situat a King Fahd Road, és el gratacels més alt de Riad amb 307,9 metres d'alçada. La torre va ser dissenyada i dissenyada per P & T Group. La construcció va començar el 2010 i es va acabar el 2014. El projecte es va considerar un èxit, amb el 70% de les unitats residencials ja venudes quan es va acabar el gratacels. La torre conté 474 unitats de condominis residencials i un hotel Kempinski de 5 estrelles de 349 habitacions.

#### Burj Al Faisaliyah
El Centre Al Faisaliyah (en àrab: برج الفيصلية) és el primer gratacel construït a l'Aràbia Saudita i és el tercer edifici més alt de Riad després del Burj Rafal i el Kingdom Center. Es diu que la bola daurada que es troba al damunt de la torre està inspirada en un bolígraf i conté un restaurant; immediatament a sota hi ha un mirador exterior. Hi ha un centre comercial amb les principals marques mundials a la planta baixa. Al Faisaliyah Center també té un hotel a banda i banda de la torre, mentre que l'edifici principal està ocupat per oficines. La torre Al Faisaliyah té 44 pisos. Va ser dissenyat per Foster and Partners.

#### Torre de televisió de Riad

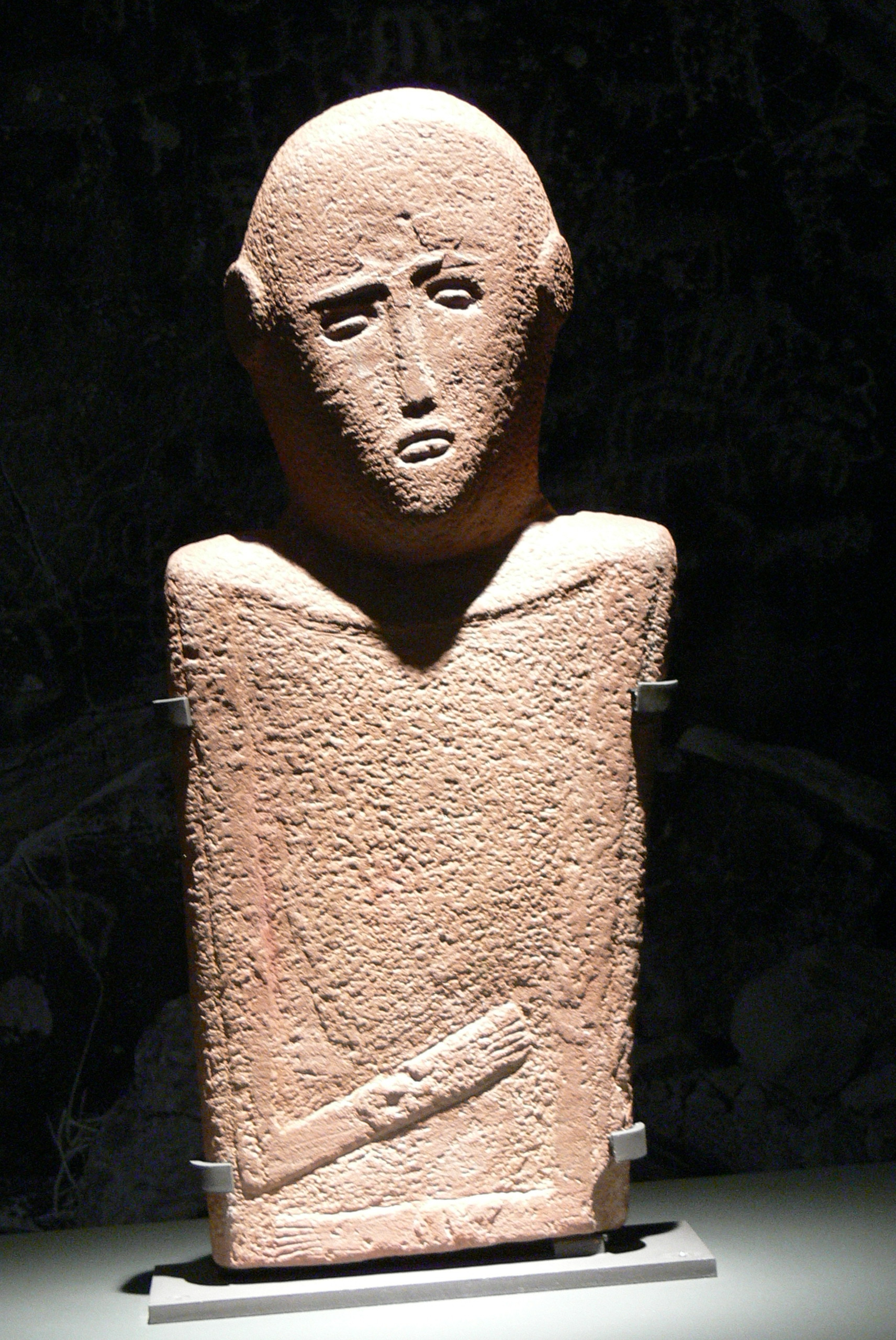
Estela antropomòrfica del IV mil·lenni aC al Museu Nacional de l'Aràbia Saudita, Riad

La torre de televisió de Riad és una torre de televisió de 170 m d'alçada situada dins les dependències del Ministeri d'Informació saudita. És una estructura vertical en voladís que es va construir entre 1978 i 1981. La primera pel·lícula feta l'any 1983 pel grup de la torre de televisió i anomenada "1.000 nits i nits" tenia com a protagonistes Mohammed Abdu i Talal Mmdah. En aquell moment, no hi havia dones a la televisió a causa de les restriccions religioses. Tres anys més tard, Abdul Khaliq Al-Ghanim va produir una sèrie de televisió anomenada "Tash Ma Tash", que va obtenir una bona reacció del públic de l'Aràbia oriental. Aquesta sèrie va crear una revolució mediàtica als anys vuitanta.

### Museus i col·leccions
El 1999, es va construir un nou museu central a Riad, al costat est del centre històric del Rei Abdul Aziz. El Museu Nacional de l'Aràbia Saudita va combinar diverses col·leccions i peces que fins aleshores havien estat escampades per diverses institucions i altres llocs de Riad i el Regne. Per exemple, el fragment de meteorit es coneix com "la gepa del camell", recuperat el 1966 del jaciment de Wabar, que estava exposat a la Universitat King Saud de Riad es va convertir en la nova peça d'entrada del Museu Nacional de l'Aràbia Saudita.
El Museu de la Reial Força Aèria Saudita, o Saqr Al-Jazira, es troba a la carretera de circumval·lació est de Riad, entre les sortides 10 i 11. Conté una col·lecció d'avions i articles relacionats amb l'aviació utilitzats per la Royal Saudi Air Force i Saudia (Saudi Arabian Airlines).

## Població
- 1862 - 7,500
- 1935 - 30,000
- 1960 - 150,000
- 1970 - 370,000
- 1972 - 500,000
- 1974 - 650,000
- 1988 - 1,500,000
- 1990 - 2,000,000
- 1997 - 2,800,000
- 2008 - 6,400,000
- 2020 - 8,900,000 (estimació)

Entre 1974 i 1992 la ciutat va créixer una mitjana del 8,2% anual.

## Llocs d'interès
Les construccions notables de la ciutat són els edificis Al-Faisalia i Al-Mamlaka (les estructures més altes de l'Aràbia Saudita, amb 267 m i 302 m respectivament), l'Aeroport Rei Khalid, l'Estadi Rei Fahd, el Palau Al-Masmak, Sahah Al-Hukom i Qasr Al-Hukm, el Museu Nacional de l'Aràbia Saudita i el Museu de la Reial Força Aèria Saudita.